# Movimiento Cascadia Ahora
El Movimiento Cascadia Ahora (en inglés Cascadia Now) surge en Portland, Oregón en 2004 en relación con vínculos y con un sentimiento de pertenencia local de la región noroeste. El esfuerzo de difusión del secesionismo llevado a cabo por sus miembros ha calado hondo entre los ciudadanos, al desarrollar estos el sentimiento de ser en última instancia los sujetos de decisión soberana sobre este proyecto independentista. Las principales razones por el movimiento incluyen ecologismo, biorregionalismo, integración regional y la planificación urbana, una dedicatoria al open source, modelos rectores dinámicos y asociativos, una expansión de las libertades civiles, las libertades, privacidad digital y una insatisfacción con los gobiernos en la parte oriental del continente que son cada vez más impersonal, reservado y no representativa, un fortalecimiento red de seguridad social, responsabilidad fiscal (anticorrupción) y una fuerte devoción a los derechos humanos y respeto a las culturas indígenas.

## Actualidad

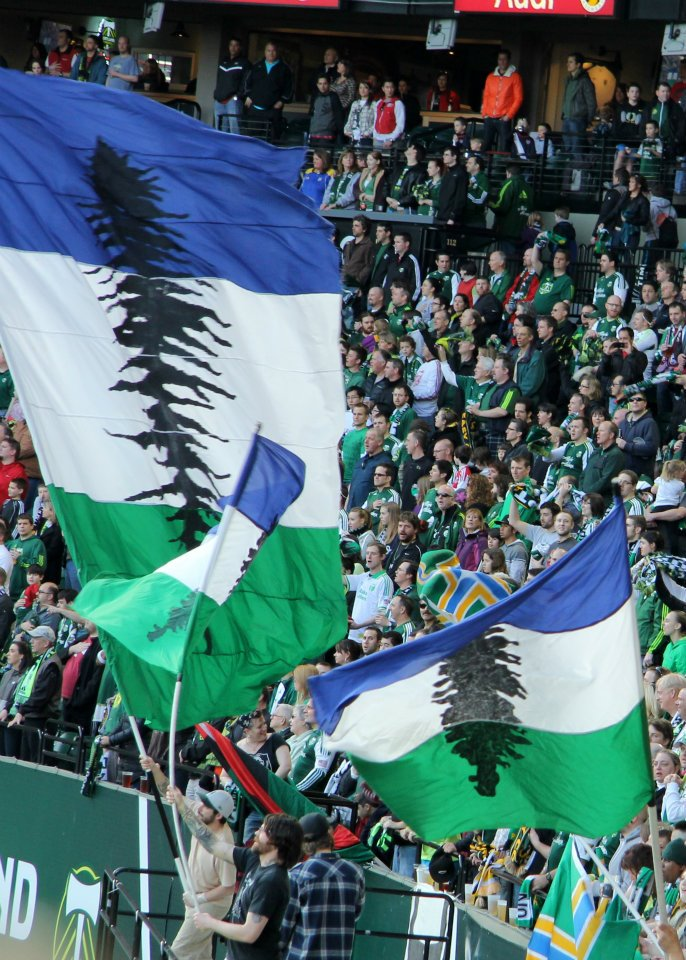
Las banderas cascadianas en un partido de fútbol soccer.

El movimiento secesionista de Cascadia, generalmente, sus motivaciones políticas tratan principalmente los lazos políticos, económicos, culturales y ecológicos, así como las creencias de que los gobiernos federales orientales están fuera de contacto, lentos para responder ante demandas urgentes de los ciudadanos y obstaculizar el Estado y el provincial intentos de avance de la integración biorregional. Estas conexiones intentan volver al territorio de Oregón y aún más profundo hacia el territorio de Oregón, la tierra más comúnmente asociada con Cascadia. Algunos han afirmado que la protesta política a raíz de las elecciones presidenciales de 2004 parece ser la razón principal de los movimientos separatistas renovados a lo largo de los Estados con mayorías democráticas sustanciales, como Washington y Oregón.
El 9 de septiembre de 2001, el sitio web de Cascadia Partido Nacional fue lanzado por Angelfire, pero expiró rápidamente, considerado un intento de mofa.
Actualmente, la organización principal es promover la soberanía regional ese es el proyecto de independencia de Cascadia. Mientras que la mayoría de la organización se realiza a través de plataformas en línea como Facebook, reddit y Twitter, abrazando un modelo de organización horizontal, no jerárquico y no tradicional, la organización ahora tiene 2.200 miembros de myspace, 2.150 lectores sobre la Cascadia Subreddit, 1.500 en Facebook, con decenas de miembros trabajando activamente en capítulos en más de 16 ciudades en todo el noroeste, incluyendo Vancouver BC, Victoria, Bellingham, Seattle, Tacoma, Bellevue, Walla Walla, Spokane, Olympia, Portland, Eugene y Salem.
Otros grupos intentan discutir el concepto de Cascadia, tales como el Instituto de Vista que ve el concepto como una identidad de cooperación transnacional, no secesión. Otros, como la República de Cascadia, son caprichosas expresiones de protesta política que buscan el bien de una sociedad en la determinada zona de Cascadia.